# Flamand occidental
Pour les articles homonymes, voir Flamand.
Le flamand occidental, aussi appelé ouest-flamand, (en néerlandais : West-Vlaams ; en flamand de France : West-Vlaemsch, Vlaamsch en flamand occidental, Fransch Vlaemsch, abrégé WVL) est tantôt considéré comme un groupe de dialectes du néerlandais, tantôt comme une langue appartenant au groupe germanique des langues indo-européennes. Le flamand occidental est parlé dans diverses parties des Pays-Bas, de la Belgique et de la France.
Il existe un continuum linguistique entre le flamand occidental et plusieurs dialectes voisins, notamment avec le flamand oriental.

## Aire de répartition
Le flamand occidental est parlé par environ un million de personnes en Flandre-Occidentale (Belgique), environ 90 000 dans l'ouest des Pays-Bas (dans le district de Flandre zélandaise, partie de la province de Zélande) et environ 60 000 (en 1999) dans le nord de la France (arrondissement de Dunkerque dans le département du Nord).

### Classification des dialectes de Zélande
Les dialectes de la province néerlandaise de Zélande, réunis sous l'appellation de zélandais (Zeeuws), sont parfois classés sous l'appellation de « flamand occidental », mais cette classification est controversée. Les dialectes zélandais et flamand occidental forment un continuum, mais il convient de noter que le zélandais a toujours eu un caractère plus ingvaeonique et est aujourd'hui plus fortement influencé par le néerlandais. Toutefois, les dialectes parlés dans les parties centrale (commune de Terneuzen) et occidentale (commune de L'Écluse) du district de Flandre zélandaise sont habituellement considérés, surtout à l'ouest, comme faisant partie de tous les deux groupes des dialectes.

### Dialectes du flamand occidental

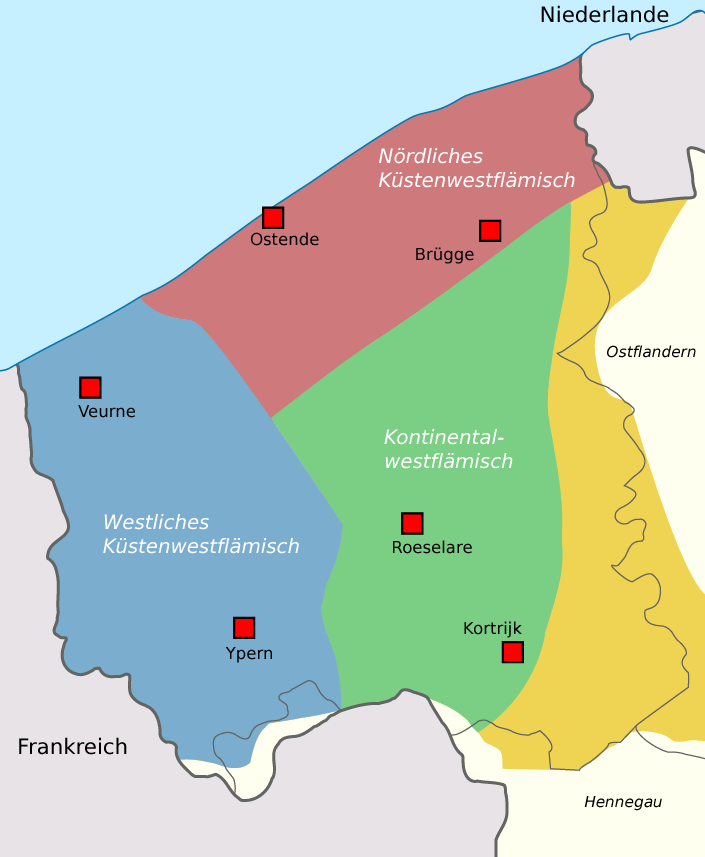
.

#### Topolectes
Le flamand occidental connait de fortes disparités régionales tant en termes de prononciation que d'écriture et de vocabulaire. On retrouve notamment :
- le adinkerks à Adinkerque[3],
- le brugeois (brugs) à Bruges,
- le blankenbergs à Blankenberge,
- l'ôostkamps à Oostkamp,
- le brèiniengs à Bredene,
- le ostêns à Ostende[4],
- le yzegems à Izegem,
- le roeseloars à Roulers,
- le wiengens à Wingene,
- le pans à La Panne[5] ;
- le tielts à Tielt,
- l'oarlbiks à Harelbeke,
- le kortryks à Courtrai,
- le diksmuids à Dixmude,
- le furnois (veurns) à Furnes,
- et le ypers à Ypres.

#### Flamand occidental en France

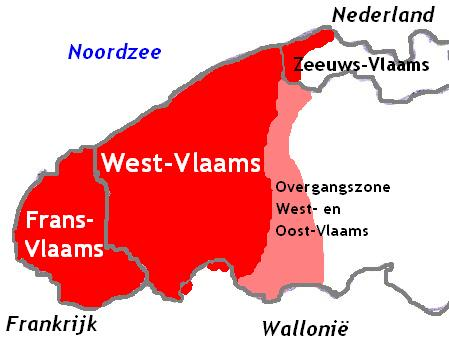
.

En France, le flamand occidental est listé par la Délégation générale à la langue française et aux langues de France comme l'une des 23 langues régionales de France métropolitaine. On le qualifie de West Vlaemsch ou Fransch Vlaemsch ou Vlaemsch van Frankryk.
Pour les habitants de la zone flamandophone en France (la Flandre flamingante ou Westhoek français), le flamand occidental est une langue maternelle très répandue jusqu'au milieu du XXe siècle, période après laquelle il décline rapidement au profit du monolinguisme français.
Il est à noter que les enseignants (professeurs et surtout instituteurs) ne comprenant pas le flamand l'ont interdit dans les écoles et les cours de récréation, ce qui donna un coup fatal à la poursuite de cette langue vivante. De plus, après la Seconde Guerre mondiale, le flamand avait une résonance trop germanique.
L'Institut de la langue régionale flamande (ou Akademie Voor Nuuze Vlaemsche Taele) a pour vocation de le promouvoir et élabore une graphie normalisée. La courbe du déclin de la pratique du flamand au cours du XXIe siècle dans le Westhoek français (l'arrondissement de Dunkerque) peut être comparée à celle du déclin de la pratique du brabançon (appelé aussi flamand) à Bruxelles (voir Francisation de Bruxelles). Dans les deux cas, le français, minoritaire au sein des foyers avant 1900, est devenu largement majoritaire quelques décennies plus tard, mais la comparaison s'arrête là. Les processus à l'œuvre ont relevé de causes et d'enjeux différents.
En France, la réforme orthographique de la Taalunie n'a pas cours, et l'écriture du flamand occidental reste particulière :
- « J'habite à Steene, rue Taerte »
  - Algemeen Nederlands : Ik woon in de Taartstraat in/te Stene
  - Flamand occidental : k weunen noar Steëne in de Toarte stroate.

## Particularités

### Emprunt lexicaux au français
Les différences essentielles entre le flamand occidental et le néerlandais dépassent des différences de prononciation. Les emprunts sont nombreux au français. Ainsi, il existe les mots surtout (pour l'adverbe néerlandais meestal), velo (pour le néerlandais fiets) ou encore frigo (pour le néerlandais koelkast).

### Pronoms
En dehors du lexique, le flamand occidental présente de très nombreux éléments de la langue du Moyen Âge par rapport au néerlandais officiel (Algemeen Nederlands) :
- pronoms anciens maintenus : « tu es » = gij zijt, gy zyt ou gie ziet en flamand occidental ; je bent en Algemeen Nederlands ;
- double usage des pronoms personnels : « nous sommes » = me zijn wieder, me zyn wieder ou me zien wieder en flamand occidental ; we zijn en néerlandais standard.

### Article indéfini
En fonction du mot, le « een » néerlandais (un, une) deviendra « ne », « en » ou « e ». Ainsi, au lieu de « een stier », « een koe », « een kalf », il y aura  « ne stier », « en koe », « e kalf ».

### Verbes
Le participe passé ouest-germanique en « ge- »  qui se maintient en néerlandais devient « e- » (que l'on retrouve dans la Keure d'Hazebrouck (XIVe)(y-) en flamand occidental: ex : gedronken (« bu ») se prononce en néerlandais aux Pays-Bas avec un « g » initial fort (comme la jota espagnole ou le « ch » allemand dans « Bach ») ; en néerlandais en Belgique articulé moins fort et moins en arrière mais avec vocalisation (représenté en linguistique par « ɣ » ou parfois par « ʝ »; autrefois par un g minuscule à deux ovales) ; dans l'ouest de la Belgique, ce « g » devient « h », et l'on confond alors « hoed » et « goed »: ainsi les Brugeois prononcent le nom de leur ville ['brəhhə]. En flamand occidental (ainsi que dans sa variante française), ce « h » disparaît complètement et le « gedronken » devient « edrounken ».
Les verbes à l'infinitif sont en AN « -en ». En flamand occidental, il s'écrit et est prononcé « -n », même après une consonne.

### Déclinaison
La déclinaison germanique, quasiment disparue en Algemeen Nederlands et abolie dans l'orthographe depuis 1958, survit un peu en flamand occidental, quoique de façon irrégulière.
Le flamand occidental connait également une déclinaison des mots « oui » et « non » en fonction de la personne. La déclinaison marque la personne sur laquelle le oui ou le non s'applique. Ces mots se déclinent ainsi :
| Personne  | Ja (oui)                                          | Nee (non)                                      |
| --------- | ------------------------------------------------- | ---------------------------------------------- |
| 1re sing. | joak                                              | nink                                           |
| 2e sing.  | joag                                              | neg                                            |
| 3e sing.  | joaj/joan (masculin) joas (féminin) joat (neutre) | nèj/nèn (masculin) nès (féminin) nint (neutre) |
| 1re plu.  | joam/joaw                                         | nim/nèw                                        |
| 2e plu.   | joag                                              | nèg                                            |
| 3e plu.   | joa(n)s                                           | nè(n)s                                         |

Ainsi, on a l'exemple suivant :
- si une personne dit : « Reste ici. » et que l'interlocuteur répond oui ou non, cela se traduira par « blijf hier » et la réponse sera soit « joak » (soit « oui, je reste ici ») ou « nink » (soit « non, je ne reste pas ici »).

### Diphtongues
Les mots sont également modifiés : le « ij » deviendra par exemple « y »[Lequel ?][pas clair]. Ainsi, le « zijn » néerlandais deviendra « zyn » (être), et le « kijk » deviendra « kyk ».

### Suppression du «-t final»
Comme presque tous les dialectes de Flandres, le « -t » final des mots comme « met » (avec), « dat » (que, qui), « niet » (ne... pas), etc. n'est pas prononcé et parfois non écrit.

### Articles définis
La différence masculin/féminin reste très vivace en flamand occidental alors que les deux genres sont confondus en Algemeen Nederlands (un peu comme en suédois et danois). Le mot wagen est masculin ce qui est clair en flamand occidental car on dit « met den wagen » et non « *met'r wagen » (« avec la voiture »). Un Néerlandais hésitera entre masculin et féminin car il dira met de wagen, « de » étant masculin et féminin.